# École de Bologne (Vatican II)
L'École de Bologne est un groupe d'historiens italiens qui analysent le concile Vatican II et mettent l'accent sur l'« esprit du concile », en valorisant les pères conciliaires réformistes et en insistant sur l'hostilité de la minorité conservatrice envers le modernisme dans l'Église catholique. Il porte le nom de la ville de Bologne, centre intellectuel de cette école de pensée.
Ses principaux représentants sont Giuseppe Dossetti, Alberto Melloni (it) et Giuseppe Alberigo.

## Principales publications
- Giuseppe Alberigo, Pour la jeunesse du christianisme : Le concile Vatican II (1959-1965), éditions du Cerf, 2005
- Giuseppe Alberigo (dir.), Histoire du concile Vatican II, t. I : Le catholicisme vers une nouvelle époque. L'annonce et la préparation (janvier 1959-octobre 1962), Paris et Louvain, Cerf-Peeters, 1997, 575 p. (ISBN 2-204-05479-8).
- Giuseppe Alberigo (dir.), Histoire du concile Vatican II, t. II : La formation de la conscience conciliaire. La première session et la première inter-session (octobre 1962-septembre 1963), Paris et Louvain, Cerf-Peeters, 1998, 732 p. (ISBN 2-204-05874-2).
- Giuseppe Alberigo (dir.), Histoire du concile Vatican II, t. III : Le Concile adulte : la deuxième session et la deuxième intersession (septembre 1963-septembre 1964), Paris et Louvain, Cerf-Peeters, 2000, 605 p. (ISBN 2-204-06392-4)
- Giuseppe Alberigo (dir.), Histoire du concile Vatican II, t. IV : L'Église en tant que communion : la troisième session et la troisième intersession (septembre 1964-septembre 1965), Paris et Louvain, Cerf-Peeters, 2003, 822 p. (ISBN 2-204-06939-6)
- Giuseppe Alberigo (dir.), Histoire du concile Vatican II, t. V : Concile de transition : la quatrième session et la conclusion du Concile (septembre-décembre 1965), Paris et Louvain, Cerf-Peeters, 2005, 834 p. (ISBN 2-204-07268-0)
- (it) Giuseppe Dossetti, Il Concilio ecumenico vaticano II. Prolusione inaugurale per l'anno accademico 1994-95 dello Studio teologico interdiocesano di Reggio Emilia, Reggio Emilia, San Lorenzo, 1995 (ISBN 88-8071-050-8)
- (it) Giuseppe Dossetti, Il Vaticano II. Frammenti di una riflessione, Bologna, Il Mulino, 1996 (ISBN 88-15-05148-1)
- (it) Giuseppe Dossetti, Eucaristia e città, Roma, AVE, 2011 (1re éd. 1997) (ISBN 88-8065-158-7 et 978-88-8284-625-1)
- (it) Giuseppe Dossetti, Per una «Chiesa eucaristica». Rilettura della portata dottrinale della costituzione liturgica del Vaticano II. Lezioni del 1965, Bologna, Il Mulino, 2002 (ISBN 88-15-08485-1)
- (it) Alberto Melloni (it), Papa Giovanni. Un cristiano e il suo concilio, Torino, Einaudi, 2009
- (it) Alberto Melloni, Chiesa madre, chiesa matrigna. Un discorso storico sul cristianesimo che cambia, Torino, 2004
- (it) Alberto Melloni, L'altra Roma. Politica e S. Sede durante il concilio Vaticano II (1959–1965), Bologna, 2000
- (it) Alberto Melloni, Il conclave. Storia dell'elezione del papa, Bologna, 2005